# 河原田村 (石川県)
河原田村（かわらだむら）は、石川県鳳至郡に存在した村である。

## 地理

### 隣接していた市町村
- 町
  - 輪島町
- 村
  - 大屋村、鵠巣村、柳田村、三井村

## 歴史

### 沿革
- 1889年（明治22年）4月1日 町村制の施行により、鳳至郡山岸村、杉平村、横地村、石休場村、東中尾村、西脇村、北谷村、山ノ上村、市ノ瀬村、熊野村及び打越村を廃し、その区域をもって鳳至郡河原田村を設置する。
- 1954年（昭和29年）3月31日 鳳至郡輪島町、大屋村、河原田村、鵠巣村、西保村、三井村及び南志見村を廃し、その区域をもって輪島市を設置する。河原田村の11大字は町を称して輪島市に継承。（合併の際に三井村字本江の区域内にある河原田村字打越の区域の一部の区域を大和町を設定する。）

## 行政

### 村長
| 代 | 人 | 氏名         | 就任                       | 退任                      | 備考 |
| -- | -- | ------------ | -------------------------- | ------------------------- | ---- |
| 1  | 1  | 横山藤左衛門 | 1889年（明治22年）6月      | 不詳                      |      |
| 2  | 2  | 源代孫十郎   | 1893年（明治26年）5月7日   | 1897年（明治30年）5月6日  |      |
| 3  | 3  | 圓藤保信     | 1897年（明治30年）6月15日  | 1901年（明治34年）6月14日 |      |
| 4  | 4  | 中谷次郎兵衛 | 1901年（明治34年）6月25日  | 1903年（明治36年）8月22日 |      |
| 5  | 5  | 桐田泉       | 1903年（明治36年）10月20日 | 1907年（明治40年）4月17日 |      |
| 6  |    | 横山藤左衛門 | 1907年（明治40年）5月22日  | 1908年（明治41年）6月10日 |      |
| 7  | 6  | 中谷幸崎     | 1908年（明治41年）6月29日  | 1909年（明治42年）7月3日  |      |
| 8  |    | 中谷次郎兵衛 | 1909年（明治42年）7月28日  | 1913年（大正2年）7月27日  |      |
| 9  | 7  | 清水栄次郎   | 1913年（大正2年）9月17日   | 1917年（大正6年）9月16日  |      |
| 10 | 7  | 清水栄次郎   | 1917年（大正6年）10月2日   | 1921年（大正10年）10月1日 |      |
| 11 | 7  | 清水栄次郎   | 1921年（大正10年）11月7日  | 1925年（大正14年）11月6日 |      |
| 12 | 8  | 中江潤       | 1925年（大正14年）12月1日  | 1929年（昭和4年）11月30日 |      |
| 13 | 8  | 中江潤       | 1929年（昭和4年）12月7日   | 1933年（昭和8年）12月6日  |      |
| 14 | 8  | 中江潤       | 1933年（昭和8年）12月7日   | 1937年（昭和12年）12月6日 |      |
| 15 | 9  | 高柳恒栄     | 1937年（昭和12年）12月7日  | 1941年（昭和16年）12月6日 |      |
| 16 | 10 | 中谷治八     | 1941年（昭和16年）12月7日  | 1945年（昭和20年）12月6日 |      |
| 17 | 11 | 水上介之     | 1946年（昭和21年）3月6日   | 1947年（昭和22年）3月25日 |      |
| 18 | 12 | 杉本新作     | 1947年（昭和22年）4月5日   | 1948年（昭和23年）1月25日 |      |
| 19 | 13 | 安谷覚太郎   | 1948年（昭和23年）3月14日  | 1952年（昭和27年）3月13日 |      |
| 20 | 14 | 清水小間     | 1952年（昭和27年）4月1日   | 1954年（昭和29年）3月30日 |      |

## 交通

### 鉄道
村内を国鉄七尾線が通過し、能登市ノ瀬駅が所在していた。